# Attila İlhan
Attila İlhan (15 de juny 1925 - 10 d'octubre 2005) va ser un autor i poeta turc. Nascut en Menemen, İzmir, ja en la seva joventut, va tenir problemes en haver enviat un poema de Nazım Hikmet, un famós poeta turc i dissident polític, a una noia de la qual estava enamorat. Això breument va interrompre la seva educació. Més tard va poder assistir a la Facultat de Dret a Istanbul i va publicar en diverses revistes literàries. Va viure a París, on fou influenciat pel corrent cultural de la capital francesa. En els últims temps va assistir a programes televisió on intervenia com a moderador sobre qüestions literàries i socials. Era germà de la famosa actriu turca Çolpan İlhan. Va ser també una figura intel·lectual en Turquia on les seves idees nacionalistes van influir en les masses, qüestionant sempre preguntava l'intel·lectualisme imitatiu que va dominar la vida cultural i política de Turquia. Va morir l'infart de miocardi a Istanbul el 10 d'octubre de 2005 amb 80 anys.

## Obres

### Llibres de poemes
- Duvar (1948)
- Sisler Bulvarı (1954)
- Yağmur Kaçağı (1955)
- Ben Sana Mecburum (1960)
- Bela Çiçeği (1961)
- Yasak Sevişmek (1968)
- Tutuklunun Günlüğü (1973)
- Böyle Bir Sevmek (1977)
- Elde Var Hüzün (1982)
- Korkunun Krallığı (1987)
- Ayrılık Sevdaya Dahil (1993)
- Kimi Sevsem Sensin (2002)

### Novel·les
- Sokaktaki Adam (1953)
- Zenciler Birbirine Benzemez (1957)
- Kurtlar Sofrası (1963)
- Bıçağın Ucu (1973)
- Sırtlan Payı (1974) Yunus Nadi Roman Armağanı
- Yaraya Tuz Basmak (1978)
- Dersaadet'te Sabah Ezanları (1981)
- O Karanlıkta Biz (1988)
- Fena Halde Leman (1980)
- Haco Hanım Vay (1984)
- Allah'ın Süngüleri-Reis Paşa (2002)

### Conte
- Yengecin Kıskacı (1999)

### Recopilacions
- Abbas Yolcu (1957)
- Yanlış Kadınlar Yanlış Erkekler (1985)

### Memòries
- Hangi Sol (1970)
- Hangi Batı (1972)
- Hangi Seks (1976)
- Hangi Sağ (1980)
- Hangi Atatürk (1981)
- Hangi Edebiyat (1991)
- Hangi Laiklik (1995)
- Hangi Küreselleşme (1997)

### Col·laboracions en el diariCumhuriyet
- Bir Sap Kırmızı Karanfil (1998)
- Ufkun Arkasını Görebilmek (1999)
- Sultan Galiyef - Avrasya`da Dolaşan Hayalet (2000)
- Dönek Bereketi (2002)
- Yıldız, Hilâl ve Kalpak (2004)

## Reconeixement
Des del 1991 va ser Devlet Sanatçısı (Artista de l'Estat) de Turquia.